# Павлово (Рязанская область)
Павлово — деревня в Клепиковском районе Рязанской области. Входит в состав Бусаевского сельского поселения.

## География
Находится в северной части Рязанской области на расстоянии приблизительно 11 км на восток по прямой от районного центра города Спас-Клепики

## История
В 1859 году здесь (деревня Рязанского уезда Рязанской губернии) было учтено 34 двора.

## Население
Численность населения: 313 человек (1859 год), 12 в 2002 году (русские 100 %), 5 в 2010.